# توزانلو (شهرستانة)
توزانلو (بالفارسية: توزانلو) هي قرية تقع في إيران في قسم شهرستانة الريفي. يقدر عدد سكانها بـ 244 نسمة بحسب إحصاء 2016.